# PSA World Tour 2014/15
Die PSA World Tour 2014/15 umfasst alle Squashturniere der Herren-Saison 2014/15 der PSA World Tour. Sie begann am 1. August 2014 und endete am 31. Juli 2015. Die nach dem Monat sortierte Übersicht zeigt den Ort des Turniers an, dessen Namen, das ausgeschüttete Gesamtpreisgeld, sowie den Sieger des Turniers. In der abschließenden Tabelle werden sämtliche Turniersieger nach der Menge ihrer Titel aufgelistet. Dabei ist es nicht relevant, welche Wertigkeit die vom Spieler gewonnenen Turniere besaßen, auch wenn eine entsprechende Erfassung erfolgt.
Nicht in der Tabelle aufgelistet sind die PSA World Series Finals 2014/15, welche in Richmond, Virginia, stattfinden sollten.
In der Saison 2015/16 fanden insgesamt 140 Turniere statt. Das Gesamtpreisgeld betrug 3.154.000 US-Dollar.

## Tourinformationen

### Anzahl nach Turnierserie
| Turnierserie | WM 1 | WS 2 | In 70 3 | In 50 | In 35 | In 25 | Ch 15 4 | Ch 10 | Ch 5 |
| ------------ | ---- | ---- | ------- | ----- | ----- | ----- | ------- | ----- | ---- |
| Anzahl       | 1    | 6    | 7       | 5     | 3     | 10    | 13      | 35    | 60   |
| Gesamt       | 1    | 6    | 25      | 25    | 25    | 25    | 98      | 98    | 98   |

## Turnierplan

### August
| Datum         | Ort          | Turnier                                         | Preisgeld | Sieger                 |
| ------------- | ------------ | ----------------------------------------------- | --------- | ---------------------- |
| 01.08.–03.08. | Ponta Grossa | 3rd Ponta Lagoa Internacional Challenger 2014   | $ 10.000  | Robertino Pezzota      |
| 04.08.–09.08. | Bogotá       | XVII Abierto Colombiano de Squash Club El Nogal | $ 50.000  | Miguel Ángel Rodríguez |
| 08.08.–10.08. | Uberlândia   | LM Investimentos Open De Squash 2014            | $ 5.000   | Piëdro Schweertman     |
| 13.08.–16.08. | Toronto      | Colony Ford Lincoln NSA Open 2014               | $ 5.000   | Zac Alexander          |
| 20.08.–23.08. | Kuala Lumpur | CIMB Malaysian Open 2014                        | $ 50.000  | Mohamed Elshorbagy     |
| 21.08.–24.08. | Melbourne    | 2014 Shepparton International                   | $ 5.000   | Matthew Hopkin         |
| 21.08.–24.08. | Nottingham   | Nottingham Open 2014                            | $ 5.000   | Declan James           |
| 25.08.–28.08. | Islamabad    | Pakistan International Squash Circuit II        | $ 10.000  | Danish Atlas Khan      |
| 26.08.–30.08. | Kuala Lumpur | Sportspin Event Malaysian Tour Squash Circuit 6 | $ 10.000  | Karim Ali Fathi        |
| 26.08.–31.08. | Hongkong     | Cathay Pacific Hong Kong Squash Open 2014       | $ 150.000 | Mohamed Elshorbagy     |
| 29.08.–31.08. | Sydney       | New South Wales Open 2014                       | $ 5.000   | Piëdro Schweertman     |
| 29.08.–31.08. | Rotterdam    | Rotterdam Open 2014                             | $ 5.000   | Lucas Serme            |

### September
| Datum         | Ort             | Turnier                                         | Preisgeld | Sieger             |
| ------------- | --------------- | ----------------------------------------------- | --------- | ------------------ |
| 04.09.–07.09. | Shanghai        | China Open 2014                                 | $ 88.000  | James Willstrop    |
| 05.09.–07.09. | Coffs Harbour   | North Coast Open 2014                           | $ 5.000   | Adam Auckland      |
| 11.09.–14.09. | Bukarest        | Romania PSA International 2014                  | $ 5.000   | Geoffrey Demont    |
| 14.09.–17.09. | Amman           | Amman Squash Open 2014                          | $ 5.000   | Tayyab Aslam       |
| 18.09.–21.09. | Anadia          | City Hall PSA Challenger Anadia 2014            | $ 5.000   | Tom Ford           |
| 18.09.–21.09. | Charlottesville | Charlottesville Open 2014                       | $ 25.000  | Alister Walker     |
| 18.09.–21.09. | Huixquilucan    | Abierto Mexicano de Raquetas 2014               | $ 70.000  | Mohamed Elshorbagy |
| 24.09.–27.09. | London          | The Nash Cup 2014                               | $ 15.000  | Jens Schoor        |
| 25.09.–28.09. | Estarreja       | City Hall PSA Challenger Estarreja 2014         | $ 5.000   | Joel Hinds         |
| 25.09.–28.09. | Tempe           | Life Time Phoenix Open 2014                     | $ 10.000  | Ryan Cuskelly      |
| 26.09.–28.09. | Poços de Caldas | Caldense International Squash Championship 2014 | $ 5.000   | Aqeel Rehman       |
| 26.09.–30.09. | San Francisco   | Netsuite Open 2014                              | $ 70.000  | Grégory Gaultier   |
| 30.09.–03.10. | Salt Lake City  | Squashworks Salt Lake City Open 2014            | $ 10.000  | Diego Elías        |

### Oktober
| Datum         | Ort          | Turnier                                         | Preisgeld | Sieger              |
| ------------- | ------------ | ----------------------------------------------- | --------- | ------------------- |
| 02.10.–05.10. | Jaipur       | JSW PSA Indian Circuit 1                        | $ 10.000  | Harinder Pal Sandhu |
| 03.10.–05.10. | Chevy Chase  | Squash Revolution National Capital Open 2014    | $ 5.000   | Shahier Razik       |
| 09.10.–12.10. | Mumbai       | JSW PSA Indian Circuit 2                        | $ 10.000  | Mahesh Mangaonkar   |
| 09.10.–18.10. | Philadelphia | Delaware Investments US Open 2014               | $ 115.000 | Mohamed Elshorbagy  |
| 15.10.–18.10. | Saint Paul   | Indian Summer PSA Securian Open 2014            | $ 5.000   | Greg Lobban         |
| 15.10.–19.10. | Bexley       | Bexley Open 2014                                | $ 5.000   | Ben Coleman         |
| 16.10.–19.10. | Mumbai       | JSW PSA Indian Circuit 3                        | $ 10.000  | Harinder Pal Sandhu |
| 20.10.–23.10. | Islamabad    | CAS International Squash Championship 2014      | $ 25.000  | Omar Abdel Meguid   |
| 21.10.–24.10. | Montreal     | Open de squash Financière Banque Nationale 2014 | $ 35.000  | Mathieu Castagnet   |
| 23.10.–26.10. | Chicago      | Life Time Chicago Open 2014                     | $ 10.000  | Ryan Cuskelly       |
| 23.10.–26.10. | Padua        | Open d’Italia 2014                              | $ 10.000  | Raphael Kandra      |
| 23.10.–26.10. | Macau        | Macau Open 2014                                 | $ 50.000  | Tarek Momen         |
| 24.10.–26.10. | Devonport    | Tasmania Open 2014                              | $ 5.000   | Mohamed Elgawarhy   |
| 26.10.–29.10. | Chennai      | JSW PSA Indian Circuit 4                        | $ 10.000  | Harinder Pal Sandhu |
| 29.10.–01.11. | Halifax      | Bluenose Squash Classic 2014                    | $ 50.000  | Peter Barker        |
| 30.10.–02.11. | Madison      | Madison Open 2014                               | $ 10.000  | Todd Harrity        |
| 31.10.–02.11. | Mackay       | Mackay Open 2014                                | $ 5.000   | Robertino Pezzota   |
| 31.10.–03.11. | Tokio        | Pro Squash in Japan Tokyo 2014                  | $ 10.000  | Leo Au              |

### November
| Datum         | Ort         | Turnier                                              | Preisgeld | Sieger                  |
| ------------- | ----------- | ---------------------------------------------------- | --------- | ----------------------- |
| 05.11.–08.11. | Lagos       | Lagos International Squash Classic 2014              | $ 25.000  | Adrian Grant            |
| 06.11.–09.11. | Minneapolis | Life Time Minneapolis Open 2014                      | $ 10.000  | Jens Schoor             |
| 06.11.–09.11. | Ottawa      | GoodLife Open 2014                                   | $ 10.000  | Raphael Kandra          |
| 07.11.–09.11. | Brisbane    | Queensland Open 2014                                 | $ 5.000   | Robertino Pezzota       |
| 12.11.–15.11. | St. Louis   | RC Pro Series 2014                                   | $ 10.000  | Mohammed Ali Anwar Reda |
| 13.11.–15.11. | Danzig      | McWil & Euro Styl Gdansk Open 2014                   | $ 5.000   | James Earles            |
| 14.11.–16.11. | Caboolture  | Caboolture Open 2014                                 | $ 5.000   | Matthew Hopkin          |
| 14.11.–21.11. | Doha        | Qatar 2014 PSA World Squash Championship             | $ 325.000 | Ramy Ashour             |
| 20.11.–23.11. | Saskatoon   | Saskatoon Movember Boast 2014                        | $ 10.000  | Shawn Delierre          |
| 23.11.–27.11. | Dubai       | Dubai Squash Cup 2014                                | $ 25.000  | Karim Abdel Gawad       |
| 27.11.–29.11. | Brüssel     | Investimax Winners Brussels Open 2014                | $ 5.000   | Sebastiaan Weenink      |
| 27.11.–30.11. | Sheffield   | Courtcraft Nick Matthew Academy Steel City Open 2014 | $ 5.000   | Greg Lobban             |
| 27.11.–30.11. | London      | London Open 2014                                     | $ 10.000  | Andrew Wagih            |
| 27.11.–30.11. | Edmonton    | ReidBuilt Homes Edmonton Open 2014                   | $ 35.000  | Simon Rösner            |

### Dezember
| Datum         | Ort          | Turnier                                     | Preisgeld | Sieger               |
| ------------- | ------------ | ------------------------------------------- | --------- | -------------------- |
| 03.12.–05.12. | London       | LOC Charing Cross Classic 2014              | $ 5.000   | James Earles         |
| 04.12.–07.12. | Boca Raton   | Life Time Boca Raton Open 2014              | $ 10.000  | Eric Gálvez          |
| 05.12.–07.12. | Melbourne    | Blue Health & Rackets Club Open 2014        | $ 15.000  | Leo Au               |
| 05.12.–08.12. | Manchester   | AJ Bell British Squash Grand Prix 2014      | $ 70.000  | Nick Matthew         |
| 10.12.–13.12. | Valencia     | PSA Valencia Open 2014                      | $ 10.000  | Andrew Wagih         |
| 12.12.–14.12. | Bratislava   | PSA IMET Open 2014                          | $ 5.000   | Jan Koukal           |
| 16.12.–19.12. | Kuala Lumpur | 3rd Royal Lake Club Squash Open 2014        | $ 15.000  | Mohd Nafiizwan Adnan |
| 19.12.–21.12. | Kiew         | Business Journal Ukrainian Squash Open 2014 | $ 5.000   | Tim Weber            |

### Januar
| Datum         | Ort              | Turnier                                   | Preisgeld | Sieger                 |
| ------------- | ---------------- | ----------------------------------------- | --------- | ---------------------- |
| 03.01.–04.01. | Nîmes            | Open du Gard 2015                         | $ 5.000   | Reiko Peter            |
| 16.01.–23.01. | New York City    | J. P. Morgan Tournament of Champions 2015 | $ 150.000 | Mohamed Elshorbagy     |
| 22.01.–25.01. | Medicine Hat     | Holtrands Gas City Open 2015              | $ 10.000  | Leo Au                 |
| 23.01.–25.01. | Ipswich          | Australia Day Challenge 2015              | $ 5.000   | Paul Coll              |
| 24.01.–25.01. | Marlborough      | Marlborough College Open 2015             | $ 5.000   | Tom Ford               |
| 24.01.–27.01. | Bloomfield Hills | Suburban Collection Motor City Open 2015  | $ 70.000  | Miguel Ángel Rodríguez |
| 29.01.–01.02. | Mikkeli          | Savcor Finnish Open 2015                  | $ 10.000  | Raphael Kandra         |
| 29.01.–01.02. | Pittsburgh       | Pittsburgh Open 2015                      | $ 25.000  | Karim Abdel Gawad      |

### Februar
| Datum         | Ort           | Turnier                                   | Preisgeld | Sieger            |
| ------------- | ------------- | ----------------------------------------- | --------- | ----------------- |
| 05.02.–08.02. | Atlanta       | Atlanta Open 2014                         | $ 10.000  | Ben Coleman       |
| 05.02.–08.02. | Linköping     | Case Swedish Open 2015                    | $ 70.000  | Nick Matthew      |
| 13.02.–15.02. | Bielsko-Biała | Squash Promotion Group & Heroes Open 2015 | $ 5.000   | Kristian Frost    |
| 18.02.–21.02. | Portland      | Oregon Open 2015                          | $ 15.000  | Ryan Cuskelly     |
| 19.02.–21.02. | Herzlia       | Global Relocations Israel Open 2015       | $ 5.000   | Daniel Poleshchuk |
| 19.02.–22.02. | Alexandria    | The Brqthru Pharco Alexandria Open 2015   | $ 10.000  | Ali Farag         |
| 25.02.–28.02. | Toronto       | Guilfoyle Financial PSA Classic 2015      | $ 5.000   | Declan James      |
| 25.02.–28.02. | Calgary       | MRU Open 2015                             | $ 5.000   | Graeme Schnell    |
| 26.02.–04.03. | Chicago       | Guggenheim Partners Windy City Open 2015  | $ 150.000 | Nick Matthew      |

### März
| Datum         | Ort          | Turnier                                     | Preisgeld | Sieger           |
| ------------- | ------------ | ------------------------------------------- | --------- | ---------------- |
| 05.03.–08.03. | Seattle      | Stratos Seattle Open 2015                   | $ 10.000  | Raphael Kandra   |
| 12.03.–15.03. | Zürich       | Club 250 Swiss Open 2015                    | $ 5.000   | Kristian Frost   |
| 12.03.–15.03. | Winnipeg     | Qualico Manitoba Open 2015                  | $ 15.000  | Alfredo Ávila    |
| 20.03.–22.03. | Genf         | Geneva Swiss Open 2015                      | $ 5.000   | Douglas Kempsell |
| 23.03.–27.03. | Kuala Lumpur | Malaysian Tour Squash I 2015                | $ 5.000   | Yip Tsz-Fung     |
| 23.03.–27.03. | London       | Canary Wharf Squash Classic 2015            | $ 50.000  | Nick Matthew     |
| 30.03.–05.04. | Paris        | IG Markets Open de Paris 2015               | $ 20.000  | Paul Coll        |
| 31.03.–05.04. | Aberdeen     | Trace Oil & Gas North of Scotland Open 2015 | $ 10.000  | Greg Lobban      |

### April
| Datum         | Ort             | Turnier                                              | Preisgeld | Sieger            |
| ------------- | --------------- | ---------------------------------------------------- | --------- | ----------------- |
| 02.04.–10.04. | el-Guna         | El Gouna International 2015                          | $ 150.000 | Ramy Ashour       |
| 07.04.–10.04. | Brest           | Brest International Squash Classic 2015              | $ 5.000   | Joel Hinds        |
| 09.04.–14.04. | Karatschi       | CNS International Squash Championship 2015           | $ 15.000  | Nasir Iqbal       |
| 13.04.–18.04. | Salzburg        | Austrian Open 2015                                   | $ 5.000   | Peter Creed       |
| 13.04.–19.04. | Zürich          | Grasshopper Cup 2015                                 | $ 70.000  | Grégory Gaultier  |
| 14.04.–19.04. | Galway          | West of Ireland Open 2015                            | $ 10.000  | Ali Farag         |
| 14.04.–19.04. | Rochester       | Rochester ProAm 2015                                 | $ 6.000   | Eric Gálvez       |
| 18.04.–24.04. | Johannesburg    | Assore Gauteng Open 2015                             | $ 5.000   | Mazen Gamal       |
| 20.04.–24.04. | Kota Bharu      | Malaysian Tour Squash II 2015                        | $ 5.000   | Yip Tsz-Fung      |
| 20.04.–25.04. | Dublin          | GillenMarkets Irish Squash Open 2015                 | $ 15.000  | Ali Farag         |
| 20.04.–25.04. | Greater Sudbury | Morris Group of Companies Northern Ontario Open 2015 | $ 25.000  | Ryan Cuskelly     |
| 20.04.–25.04. | Anyós           | Andorra Open 2015                                    | $ 25.000  | Karim Abdel Gawad |
| 21.04.–26.04. | Charlotte       | Charlotte Open 2015                                  | $ 5.000   | Eric Gálvez       |
| 22.04.–27.04. | Lahore          | FMC International Pakistan 2015                      | $ 15.000  | Nasir Iqbal       |
| 25.04.–01.05. | Kapstadt        | Keith Grainger Memorial 2015                         | $ 5.000   | Nathan Lake       |
| 28.04.–03.05. | Houston         | Lifetime Fitness Houston Open 2015                   | $ 25.000  | Mazen Hesham      |
| 29.04.–03.05. | Hamilton        | Squash Waikato Golden Jubilee Open 2015              | $ 5.000   | Evan Williams     |

### Mai
| Datum         | Ort                   | Turnier                                         | Preisgeld | Sieger             |
| ------------- | --------------------- | ----------------------------------------------- | --------- | ------------------ |
| 02.05.–08.05. | Kapstadt              | Western Province Open 2015                      | $ 5.000   | Mazen Gamal        |
| 05.05.–10.05. | Ipswich               | Christchurch Vets Ipswich Open 2015             | $ 5.000   | Arthur Gaskin      |
| 07.05.–10.05. | Darwin                | NT Open 2015                                    | $ 10.000  | Paul Coll          |
| 09.05.–17.05. | Hull                  | Allam Marine British Open 2015                  | $ 150.000 | Mohamed Elshorbagy |
| 11.05.–16.05. | Resistencia           | PSA Regatas Resistencia Open 2015               | $ 10.000  | Shawn Delierre     |
| 12.05.–17.05. | Las Vegas             | Lifetime Fitness Las Vegas Open 2015            | $ 10.000  | Campbell Grayson   |
| 13.05.–17.05. | Adelaide              | South Australian Open 2015                      | $ 5.000   | Evan Williams      |
| 17.05.–23.05. | Scharm El-Scheich     | Sharm El Sheikh International Championship 2015 | $ 25.000  | Karim Abdel Gawad  |
| 18.05.–23.05. | Asunción              | Paraguay Open 2015                              | $ 10.000  | Robertino Pezzota  |
| 19.05.–22.05. | Kuala Lumpur          | Malaysian Tour Squash III 2015                  | $ 5.000   | Yip Tsz-Fung       |
| 19.05.–24.05. | Jersey                | Rathbones Jersey Squash Classic 2015            | $ 5.000   | Nathan Lake        |
| 21.05.–24.05. | Kriens                | Inno Wood Open 2015                             | $ 5.000   | Reiko Peter        |
| 21.05.–24.05. | Perth                 | City of Perth WA Open 2015                      | $ 5.000   | Joshua Larkin      |
| 25.05.–30.05. | Hongkong              | HKFC PSA International 2015                     | $ 25.000  | Max Lee            |
| 26.05.–29.05. | Kuala Lumpur          | Malaysian Tour Squash IV 2015                   | $ 5.000   | Elvinn Keo         |
| 26.05.–31.05. | Kriens                | Sekisui Open 2015                               | $ 10.000  | Kristian Frost     |
| 26.05.–31.05. | Kalgoorlie            | City of Kalgoorlie & Boulder Golden Open 2015   | $ 5.000   | Joshua Larkin      |
| 26.05.–31.05. | Santa Catarina Pinula | VIII Torneo Internacional PSA Sporta 2015       | $ 35.000  | Omar Mosaad        |

### Juni
| Datum         | Ort              | Turnier                                                         | Preisgeld | Sieger               |
| ------------- | ---------------- | --------------------------------------------------------------- | --------- | -------------------- |
| 01.06.–06.06. | San José         | Costa Rica Tennis Club Open 2015                                | $ 15.000  | Diego Elías          |
| 02.06.–06.06. | Kriens           | Pilatus Cup 2015                                                | $ 5.000   | Reiko Peter          |
| 02.06.–07.06. | Maidstone        | The Select Gaming Kent Open 2015                                | $ 10.000  | Charles Sharpes      |
| 02.06.–07.06. | Palmerston North | Fitzherbert Rowe Manawatu Lawyers NZ International Classic 2015 | $ 15.000  | Mohd Nafiizwan Adnan |
| 03.06.–06.06. | Angers           | Open International d’Angers 2015                                | $ 10.000  | Piëdro Schweertman   |
| 09.06.–14.06. | Christchurch     | DoubleDot Media Christchurch International Open 2015            | $ 10.000  | Declan James         |
| 16.06.–21.06. | Invercargill     | Invercargill Licensing Trust NZ Southern Open 2015              | $ 15.000  | Raphael Kandra       |
| 24.06.–27.06. | Gibraltar        | Gibraltar Open 2015                                             | $ 5.000   | Kristian Frost       |
| 24.06.–27.06. | Tortola          | British Virgin Islands Open Squash Championship 2015            | $ 5.000   | Peter Creed          |

### Juli
| Datum         | Ort            | Turnier                                      | Preisgeld | Sieger         |
| ------------- | -------------- | -------------------------------------------- | --------- | -------------- |
| 07.07.–11.07. | Hongkong       | Contrex Challenge Cup 2015                   | $ 5.000   | Wong Chi-Him   |
| 09.07.–12.07. | Château-Arnoux | 3rd Open Squash Provence Chateau-Arnoux 2015 | $ 5.000   | Jan Koukal     |
| 21.07.–25.07. | Funchal        | Madeira International Open Squash 2015       | $ 5.000   | Jan Koukal     |
| 23.07.–26.07. | Devonport      | Tasmania Open 2015                           | $ 5.000   | Kush Kumar     |
| 27.07.–02.08. | Melbourne      | Victorian Open 2015                          | $ 15.000  | Ryan Cuskelly  |
| 28.07.–31.07. | Kuching        | Malaysian Tour Squash V 2015                 | $ 5.000   | Addeen Idrakie |

## Turniersieger
| Platz | Spieler                | Siege | WM 1 | WS 2 | In 70 3 | In 50 | In 35 | In 25 | Ch 15 5 | Ch 10 | Ch 5 |
| ----- | ---------------------- | ----- | ---- | ---- | ------- | ----- | ----- | ----- | ------- | ----- | ---- |
| 1.    | Mohamed Elshorbagy     | 6     |      | 4    | 1       | 1     |       |       |         |       |      |
| 2.    | Ryan Cuskelly          | 5     |      |      |         |       |       | 1     | 2       | 2     |      |
| 2.    | Raphael Kandra         | 5     |      |      |         |       |       |       | 1       | 4     |      |
| 4.    | Kristian Frost         | 4     |      |      |         |       |       |       |         | 1     | 3    |
| 4.    | Karim Abdel Gawad      | 4     |      |      |         |       |       | 4     |         |       |      |
| 4.    | Nick Matthew           | 4     |      | 1    | 2       | 1     |       |       |         |       |      |
| 4.    | Robertino Pezzota      | 4     |      |      |         |       |       |       |         | 2     | 2    |
| 8.    | Leo Au                 | 3     |      |      |         |       |       |       | 1       | 2     |      |
| 8.    | Paul Coll              | 3     |      |      |         |       |       |       | 1       | 1     | 1    |
| 8.    | Ali Farag              | 3     |      |      |         |       |       |       | 1       | 2     |      |
| 8.    | Eric Gálvez            | 3     |      |      |         |       |       |       |         | 1     | 2    |
| 8.    | Declan James           | 3     |      |      |         |       |       |       |         | 1     | 2    |
| 8.    | Jan Koukal             | 3     |      |      |         |       |       |       |         |       | 3    |
| 8.    | Greg Lobban            | 3     |      |      |         |       |       |       |         | 1     | 2    |
| 8.    | Harinder Pal Sandhu    | 3     |      |      |         |       |       |       |         | 3     |      |
| 8.    | Reiko Peter            | 3     |      |      |         |       |       |       |         |       | 3    |
| 8.    | Piëdro Schweertman     | 3     |      |      |         |       |       |       |         | 1     | 2    |
| 8.    | Yip Tsz-Fung           | 3     |      |      |         |       |       |       |         |       | 3    |
| 19.   | Mohd Nafiizwan Adnan   | 2     |      |      |         |       |       |       | 2       |       |      |
| 19.   | Ramy Ashour            | 2     | 1    | 1    |         |       |       |       |         |       |      |
| 19.   | Ben Coleman            | 2     |      |      |         |       |       |       |         | 1     | 1    |
| 19.   | Peter Creed            | 2     |      |      |         |       |       |       |         |       | 2    |
| 19.   | Shawn Delierre         | 2     |      |      |         |       |       |       |         | 2     |      |
| 19.   | James Earles           | 2     |      |      |         |       |       |       |         |       | 2    |
| 19.   | Diego Elías            | 2     |      |      |         |       |       |       | 1       | 1     |      |
| 19.   | Tom Ford               | 2     |      |      |         |       |       |       |         |       | 2    |
| 19.   | Mazen Gamal            | 2     |      |      |         |       |       |       |         |       | 2    |
| 19.   | Grégory Gaultier       | 2     |      |      | 2       |       |       |       |         |       |      |
| 19.   | Joel Hinds             | 2     |      |      |         |       |       |       |         |       | 2    |
| 19.   | Matthew Hopkin         | 2     |      |      |         |       |       |       |         |       | 2    |
| 19.   | Nasir Iqbal            | 2     |      |      |         |       |       |       | 2       |       |      |
| 19.   | Nathan Lake            | 2     |      |      |         |       |       |       |         |       | 2    |
| 19.   | Joshua Larkin          | 2     |      |      |         |       |       |       |         |       | 2    |
| 19.   | Miguel Ángel Rodríguez | 2     |      |      | 1       | 1     |       |       |         |       |      |
| 19.   | Jens Schoor            | 2     |      |      |         |       |       |       | 1       | 1     |      |
| 19.   | Andrew Wagih           | 2     |      |      |         |       |       |       |         | 2     |      |
| 19.   | Evan Williams          | 2     |      |      |         |       |       |       |         |       | 2    |
| 38.   | Zac Alexander          | 1     |      |      |         |       |       |       |         |       | 1    |
| 38.   | Tayyab Aslam           | 1     |      |      |         |       |       |       |         |       | 1    |
| 38.   | Adam Auckland          | 1     |      |      |         |       |       |       |         |       | 1    |
| 38.   | Alfredo Ávila          | 1     |      |      |         |       |       |       | 1       |       |      |
| 38.   | Peter Barker           | 1     |      |      |         | 1     |       |       |         |       |      |
| 38.   | Mathieu Castagnet      | 1     |      |      |         |       | 1     |       |         |       |      |
| 38.   | Geoffrey Demont        | 1     |      |      |         |       |       |       |         |       | 1    |
| 38.   | Mohamed Elgawarhy      | 1     |      |      |         |       |       |       |         |       | 1    |
| 38.   | Karim Ali Fathi        | 1     |      |      |         |       |       |       |         | 1     |      |
| 38.   | Arthur Gaskin          | 1     |      |      |         |       |       |       |         |       | 1    |
| 38.   | Adrian Grant           | 1     |      |      |         |       |       | 1     |         |       |      |
| 38.   | Campbell Grayson       | 1     |      |      |         |       |       |       |         | 1     |      |
| 38.   | Todd Harrity           | 1     |      |      |         |       |       |       |         | 1     |      |
| 38.   | Mazen Hesham           | 1     |      |      |         |       |       | 1     |         |       |      |
| 38.   | Addeen Idrakie         | 1     |      |      |         |       |       |       |         |       | 1    |
| 38.   | Douglas Kempsell       | 1     |      |      |         |       |       |       |         |       | 1    |
| 38.   | Elvinn Keo             | 1     |      |      |         |       |       |       |         |       | 1    |
| 38.   | Danish Atlas Khan      | 1     |      |      |         |       |       |       |         | 1     |      |
| 38.   | Kush Kumar             | 1     |      |      |         |       |       |       |         |       | 1    |
| 38.   | Max Lee                | 1     |      |      |         |       |       | 1     |         |       |      |
| 38.   | Mahesh Mangaonkar      | 1     |      |      |         |       |       |       |         | 1     |      |
| 38.   | Omar Abdel Meguid      | 1     |      |      |         |       |       | 1     |         |       |      |
| 38.   | Tarek Momen            | 1     |      |      |         | 1     |       |       |         |       |      |
| 38.   | Omar Mosaad            | 1     |      |      |         |       | 1     |       |         |       |      |
| 38.   | Daniel Poleshchuk      | 1     |      |      |         |       |       |       |         |       | 1    |
| 38.   | Shahier Razik          | 1     |      |      |         |       |       |       |         |       | 1    |
| 38.   | Mohamed Reda           | 1     |      |      |         |       |       |       |         | 1     |      |
| 38.   | Aqeel Rehman           | 1     |      |      |         |       |       |       |         |       | 1    |
| 38.   | Simon Rösner           | 1     |      |      |         |       | 1     |       |         |       |      |
| 38.   | Graeme Schnell         | 1     |      |      |         |       |       |       |         |       | 1    |
| 38.   | Lucas Serme            | 1     |      |      |         |       |       |       |         |       | 1    |
| 38.   | Charles Sharpes        | 1     |      |      |         |       |       |       |         | 1     |      |
| 38.   | Alister Walker         | 1     |      |      |         |       |       | 1     |         |       |      |
| 38.   | Tim Weber              | 1     |      |      |         |       |       |       |         |       | 1    |
| 38.   | Sebastiaan Weenink     | 1     |      |      |         |       |       |       |         |       | 1    |
| 38.   | James Willstrop        | 1     |      |      | 1       |       |       |       |         |       |      |
| 38.   | Wong Chi-Him           | 1     |      |      |         |       |       |       |         |       | 1    |

 1 PSA Weltmeisterschaft

 2 PSA World Series

 3 PSA International

 4 PSA Challenger